# Williams (Iowa)
Williams è un comune degli Stati Uniti d'America, situato nello Stato dell'Iowa, nella contea di Hamilton.